# Gösta Berg von Linde
Gustaf (Gösta) Viktor Berg von Linde, född 20 februari 1884 i Svalövs församling, död 6 september 1967, var en svensk borgmästare. Han var far till Sonja Berg von Linde.
Berg von Linde, som var son till godsägare Gustaf Berg von Linde och Tully Christmas-Dirchinck-Holmfeld, avlade studentexamen i Lund 1902 och hovrättsexamen där 1905. Han blev extra ordinarie notarie i Skånska hovrätten 1905, genomförde tingstjänstgöring 1909, 1910 och 1913, var tillförordnad borgmästare i Ängelholms stad 1910–1919, borgmästare där 1919–1947 och tillika notarius publicus. Han blev Ängelholms siste borgmästare innan staden ställdes under landsrätt.